# Min Chi-rok
Min Chi-rok (hangul: 민치록; hanja: 閔致祿; 1799 – 17 de Setembro de 1858), comumente conhecido por seu Título Real Príncipe Interno Yeoseong (Predefinição:Korean), também conhecido como Duque Hyojeong (hangul: 효정공; hanja: 孝貞公) ou Duque Sungan (hangul: 순간공; hanja: 純簡公), foi uma figura política coreana durante a Dinastia.  Ele foi o pai da Imperatriz Myeongseong e avô materno do Rei Sunjong da Coreia.  Depois de sua morte, seu genro, Rei  Gojong da Coreia, promoveu-o para Uijeongbu e Yeonguijeong.

## Biografia
Min Chi-rok nasceu durante a Aristocracia Yeoheung Min clan em 1799 como filho único de Min Gi-hyeon, o 4º neto de Min Yu-jung de Yeoyang Buwon-gun.
Quando jovem, Min Chi-rok teve aulas com o estudioso Oh Hui-sang(오희상), e eventualmente casou-se com a filha de Oh Hui-sang, tendo-a como sua primeira esposa, Senhora Haeryeong do clã Haeju Oh (해령부부인 해주 오씨, 1798 - 15 de Março de 1833). Ela morreu aos 36 anos em 1833, sem filhos. Depois de lamentar o luto por 3 anos, ele se casou com a filha de Yi Gyu-nyeon, Senhora Hanchang do clã Hansan Yi em 1836. Antes do nascimento da futura Imperatriz Min Ja-yeong, eles tiveram um filho e duas filhas, que morreram todos prematuramente. Sua esposa morreu assassinada depois de um bombardeio em 1874, junto com seu filho adotivo, Min Seung-ho.
Ele morreu adoecido enquanto estava em Sado no dia 17 de Setembro de 1858. Quando sua filha Min Ja-yeong foi coroada Rainha, ele garantiu o título real de Min Chi-rok, Príncipe Interno Yeoseong, e foi apontado como Yeonguijeong depois de sua morte. Sua esposa foi honrada postumamente como Hanchang, Princesa Consorte do Príncipe Interno (한창부부인).

## Família
- Pai: Min Gi-hyeon (민기현)
  - Avô: Min Baek-bun (민백분)
    - Bisavô: Min Ik-su (민익수)
      - Tataravô: Min Jin-hu (민진후)
- Consortes e suas Respectivas Informações:

1. Princesa Consorte Haeryeong, do clã Haeju Oh (1798 - 15 de Março de 1833) (해령부부인 해주 오씨)[9]
2. Princesa Consorte Hanchang, do clã Hansan Yi (1818 - 30 de Novembro de 1874) (한창부부인 한산 이씨)[10]
  1. Filho não-nascido
  2. Filha não-nascida
  3. Filha não-nascida
  4. Min Ja-yeong, Imperatriz Myeongseong do clã Yeoheung Min (17 de Novembro de 1851 - 8 de Outubro de 1895) (민자영 명성황후 여흥 민씨)
    1. Yi Myeong-bok, Imperador Gojong da Coreia (8 de Setembro de 1852 - 21 de Janeiro de 1919) (이명복 대한제국 고종황제)
      1. Yi Cheok, Imperador Sunjong da Coreia (25 de Março de 1874 - 24 de Abril de 1926) (이척 대한제국 순종황제)
        1. Imperatriz Sunmyeong do clã Yeoheung Min (20 de Novembro de 1872 - 5 de Novembro de 1904) (순명효황후 여흥 민씨)
        2. Yun Jeung-sun, Imperatriz Sunjeong do clã Papyeong Yun (19 de Setembro de 1894 - 3 de Fevereiro de 1966) (윤증순 순정황후 해평 윤씨)